# Европа (остров)
О́стров Евро́па (фр. Europa) — необитаемый остров в Мозамбикском проливе, между островом Мадагаскар и Африканским континентом.
Включён Францией в состав Островов Эпарсе, входящих в заморскую территорию Французские Австральные и Антарктические земли. Его территория оспаривается Мадагаскаром.

## География

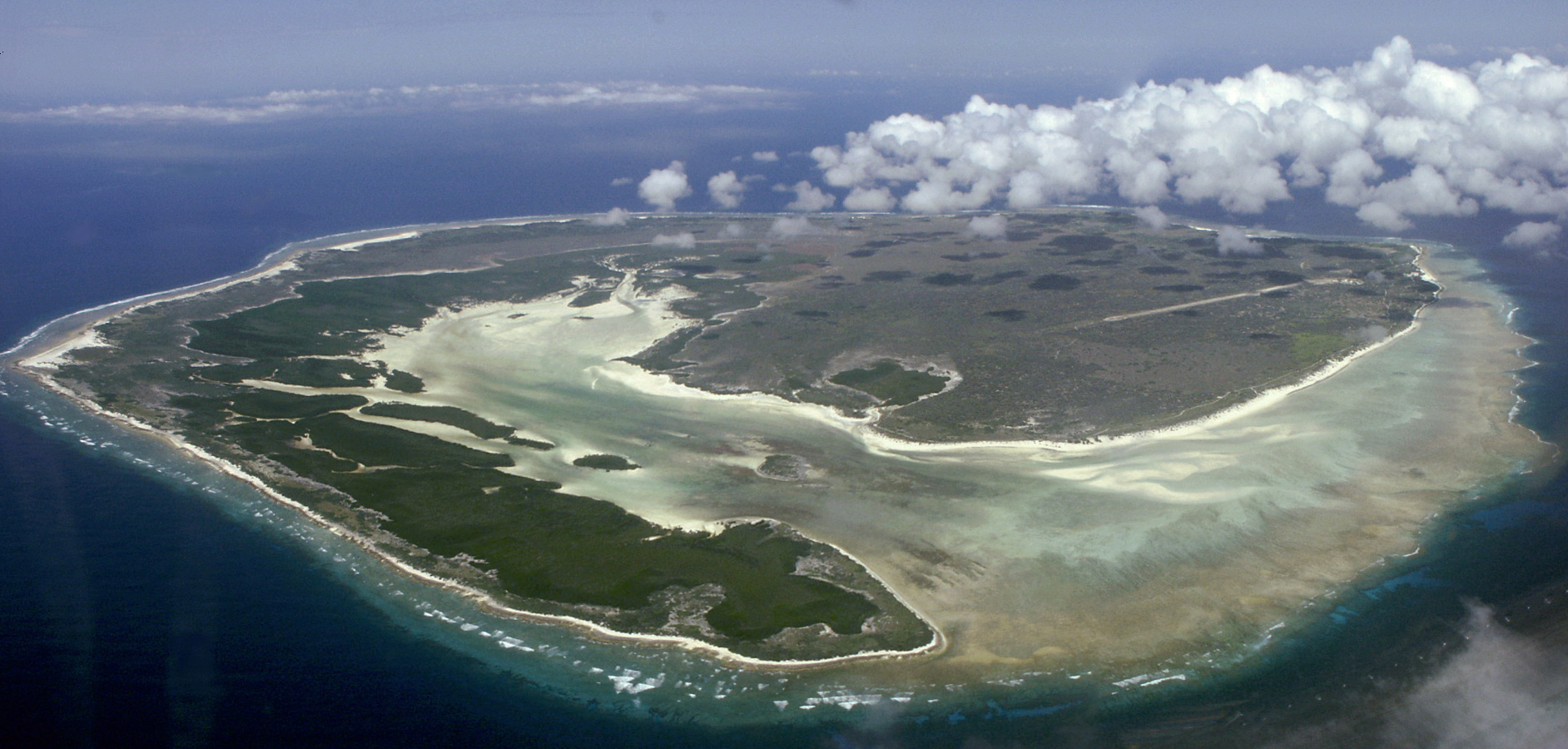
Фото острова из самолёта

Площадь 28 км², длина береговой линии 22,2 км. Координаты 22° 20′ ю. ш., 40° 22′ в. д., но бухты или гавани нет, есть только якорные стоянки вблизи берега. Со всех сторон остров окружён коралловыми пляжами и береговым рифом, который отделяет от океана мелководную лагуну площадью 9 км². Лагуна и её берега покрыты мангровой растительностью. Кроме мангров, на острове существуют участки сухого леса, кустарников, зарослей древовидного молочая, солончаковых пустошей, а также остатки бывших плантаций сизаля (Agave sisalana). Кое-где растут немногочисленные кокосовые пальмы (Cocos nucifera).
Остров объявлен природным заповедником. Здесь гнездятся морские птицы, в частности крачки и олуши. Остров является одним из важнейших мест размножения зелёных морских черепах (Chelonia mydas), которые откладывают яйца на его пляжах. Здесь также живут несколько сотен африканских коз, которые были завезены на остров в XVIII столетии.
Эксклюзивная экономическая зона острова, общая с зоной вокруг острова Басас-да-Индия, расположенного неподалёку на северо-западе, составляет 127 300 км².

## История
Остров получил имя от британского корабля «Европа», который посетил его в 1774 году. Остров принадлежит Франции с 1897 г., но Мадагаскар считает его своим на основании того, что остров был административно отделен от французской колонии Мадагаскар непосредственно перед провозглашением независимости. Руины и могилы на острове свидетельствуют о неудачных попытках его заселения в 1860-х и 1920-х годах.

## Экономика
Остров необитаем[прояснить]; никакой экономической активности нет. Остров часто посещают учёные. Метеорологическая станция в настоящее время работает в автоматическом режиме. Имеется грунтовая взлётно-посадочная полоса длиной 1000 м. Удобного места для подхода судов нет. На острове размещён небольшой французский гарнизон[прояснить] военных с Реюньона.